# Centre de Formació de la Seat
El Centre de Formació de la Seat és un edifici de Barcelona protegit com a Bé Cultural d'Interès Local.

## Descripció
El Centre de Formació de la Seat és un edifici aïllat situat a la cantonada del passeig de la Zona Franca amb el carrer Cisell. Està format per tres cossos de planta baixa i tres pisos.
El cos central és el que articula els altres dos volums. Es un cos rectangular paral·lel al passeig de la Zona Franca. En el seu interior s'ubica el joc d'escales, el vestíbul i altres dependències. La façana es divideix en dos meitats; a la dreta de l'espectador el mur s'ha substituït per una quadricula pintada de blanc tancada amb vidre. A la part inferior s'obre la porta d'entrada que té al davant una marquesina de formigó armat, recoberta de mosaic vitri blanc. A la part superior el mur acaba en diagonal. La meitat esquerra queda a un pla una mica més avançat que l'altre meitat i uns finestrals tanquen l'espai de separació. Aquí el mur es d'obra vista amb una doble filera de petites obertures quadrangulars per planta; el mur acaba em línia recte. La façana que dona al carrer Cisell té les mateixes característiques que aquesta segona meitat.
El segon cos està al passeig de la Zona Franca. És un gran volum rectangular situat en paral·lel i desplaçat cap a un costat respecte al cos central, de manera que només es toquen a la cantonada. La façana principal està dividida en franges horitzontals on s'alternen mur pintat de blanc amb finestres corregudes. L'últim pis no té finestres i es un gran llenç de mur blanc. Corona l'edifici la teulada de dents de serra. Les façanes laterals són d'obra vista amb una franja vertical al centre a on s'obren finestres. De la façana dona al cos central sobresurt mig cotxe.
El tercer cos se situa al carrer Cisell de forma perpendicular al cos central. La façana torna a repetir el motiu de les franges alternes de mur banc i finestres corregudes però aquí l'últim pis si que té la seva corresponent línia de finestres. El coronament és de línies ondulants que es corresponen amb les voltes de canó que fan de coberta a aquest cos. El parament del coronament és de petites rajoles negres amb unes obertures quadrades cegues. La façana lateral té una franja vertical d'obra vista i la resta del mur és com la façana principal.

## Història
Als anys 50 del segle xx, SEAT era l'empres capdavantera de la indústria espanyola. Va ser llavors quan va encarregar la construcció d'aquest edifici, fora de les instal·lacions de la Zona Franca, però ubicades en la seva via d'accés principal. L'edifici havia de complir tres funcions: serveis d'obrers i magatzem del taller de foneria; oficines de l'esmentat taller, i escola d'aprenents de l'empresa. En la construcció, per consell de la pròpia SEAT, es va fer servir un mòdul de 1,60x1,60 que permetia una distribució interior orgànica.